# 笑福亭呂鶴
笑福亭 呂鶴（しょうふくてい ろかく、1950年6月22日 - ）は、兵庫県宝塚市出身の落語家。本名∶松岡 孝。血液型はA型。所属事務所は松竹芸能。上方落語協会会員。出囃子『小鍛冶』。
2021年現在、六代目笑福亭松鶴の4番弟子。プロ野球は読売ジャイアンツのファン。

## 来歴
1969年、6代目笑福亭松鶴に入門。
かつてラジオパーソナリティーとしても活躍した。ラジオ大阪の朝番組「水本貴士の大阪1310」でアッポコピーナッツというギャグを流行らせようとした。「平成15年度大阪文化祭奨励賞」受賞 。現在は天満天神繁昌亭や地域寄席を中心に活躍しているほか、ワッハ上方などで独演会を開いている。
この呂鶴以前に実際に呂鶴を名乗った人物がいる。その人物は1961年頃に6代目松鶴に入門したが、すぐに廃業したため、こちらが初代となっている。

## 弟子
- 笑福亭呂竹
- 笑福亭呂好
- 笑福亭呂翔

## 過去のレギュラー番組
- 水本貴士の大阪1310(ラジオ大阪)
- 夕焼け笑劇場・笑ってGO!GO!（朝日放送）
- サテスタ歌謡ショールーム（ラジオ関西）
- サテスタ歌謡スター登竜門（ラジオ関西）
- こちら神戸！テレテレ三度笠〜歌謡曲電話リクエスト（ラジオ関西）